# Малък Кинел
Малък Кинел (на руски: Малый Кинель) е река в Оренбургска (125 km) и Самарска област (76 km) на Русия, ляв приток на Болшой Кинел (десен приток на Самара, ляв приток на Волга). Дължина 201 km. Площ на водосборния басейн 2690 km².
Река Малък Кинел води началото си от югозападния склон на Бугулминско-Белебеевското възвишение, на 246 m н.в., на 5 km югозападно от село Красние Ключи, в западната част на Оренбургска област. Тече основно в западно направление през хълмиста равнина, като от извора до 106 km (от устието) течението ѝ е праволинейно, а след това до устието – със стотици меандри. Влива се отляво в река Болшой Кинел (десен приток на Самара, ляв приток на Волга), при нейния 132 km, на 43 m н.в., при село Кинел-Черкаси в източната част на Самарска област. Основен приток река Болшой Толкай (55 km, десен). Има смесено подхранване с преобладаване на снежното, с ясно изразено пролетно пълноводие. Среден годишен отток на 24 km от устието 5,43 m³/s. Заледява се през ноември, а се размразява през април, като в много студени зими замръзва до дъно. Долината на реката е гъсто заселена и по течението ѝ са разположени множество, предимно малки населени места, в т.ч. село Троицкое в горното течение, в Оренбургска област и районният център село Кинел-Черкаси в устието, в Самарска област.